# Nagroda Fundacji Muzycznej Léonie Sonning
Nagroda Fundacji Muzycznej Léonie Sonning (ang. Léonie Sonning Music Prize) – najważniejsza duńska nagroda muzyczna, wręczana corocznie uznanemu na arenie międzynarodowej kompozytorowi, dyrygentowi, instrumentaliście lub wokaliście.

## Zasady przyznawania i forma nagrody
Nagroda została ufundowana w 1959 przez Léonie Sonning (z d. Rothenburg, 1894–1970) i po raz pierwszy przyznana Igorowi Strawinskiemu. W 1965 powstała The Léonie Sonning Music Foundation i odtąd o wyborze laureatów nagrody decyduje rada dyrektorów tej fundacji.
Rada składa się z pięciu członków, czterech z nich to eksperci w dziedzinie muzyki – trzej wskazywani są przez Królewskie Duńskie Konserwatorium Muzyczne, Danmarks Radio, Det Kongelige Teater i Det Kongelige Kapel, czwartego wybiera rada. Piątym członkiem jest specjalista w dziedzinie prawa, również wybierany przez radę. Jeśli zaistnieje taka potrzeba, rada ma prawo powołać szóstego członka.
Laureaci Nagrody otrzymują dyplom w języku duńskim, nagrodę pieniężną oraz monotypię duńskiej artystki Mai Lisy Engelhardt. Wysokość nagrody zmieniała się wielokrotnie. Początkowo, w latach 1959–1967 wynosiła 50 tys. DKK, w 1968 – wzrosła o 5 tys. DKK, w latach 1969–1973 wynosiła 60 tys. DKK, 1974–1975 – 65 tys. DKK, 1977–1987 – 100 tys. DKK, 1988–1993 – 200 tys. DKK, 1994–1995 – 250 tys. DKK, 1996–1999 – 300 tys. DKK, 2000–2001 – 400 tys. DKK, 2002–2006 – 500 tys. DKK, 2007–2015 – 600 tys. DKK, od 2016 nagroda wynosi 100 tys. euro.
Uroczystość odbywa się najczęściej w Kopenhadze, podczas koncertu, w którym laureat również bierze udział. Ponadto laureaci często są też zapraszani do poprowadzenia kursów mistrzowskich dla duńskich muzyków.
Nagroda Fundacji Muzycznej Léonie Sonning nie ma bezpośredniego związku z Nagrodą Sonning (dun. Sonningprisen) – duńską nagrodą za wybitne osiągnięcia w dziedzinie kultury europejskiej, ufundowaną przez Carla Johanna Sonninga (1879–1937), męża Léonie Sonning, wybitnego duńskiego pisarza i wydawcę.

## Jubileusz 50-lecia
W kwietniu 2009, w ramach obchodów 50-lecia ustanowienia nagrody, fundacja zorganizowała w Duńskiej Królewskiej Akademii Muzycznej koncerty i panel dyskusyjny z udziałem trojga swoich wcześniejszych laureatów, kompozytorów: Sofiji Gubajduliny, Pera Nørgårda i Györgya Kurtága.

## Laureaci
| Rok  | Kraj              | Laureat                  | Zawód                   |
| ---- | ----------------- | ------------------------ | ----------------------- |
| 1959 | Stany Zjednoczone | Igor Strawinski          | kompozytor              |
| 1965 | Stany Zjednoczone | Leonard Bernstein        | dyrygent                |
| 1966 | Szwecja           | Birgit Nilsson           | sopranistka             |
| 1967 | Polska            | Witold Lutosławski       | kompozytor              |
| 1968 | Wielka Brytania   | Benjamin Britten         | kompozytor              |
| 1969 | Bułgaria          | Boris Christow           | śpiewak (bas)           |
| 1970 | Rumunia           | Sergiu Celibidache       | dyrygent                |
| 1971 | Stany Zjednoczone | Artur Rubinstein         | pianista                |
| 1972 | Stany Zjednoczone | Yehudi Menuhin           | skrzypek                |
| 1973 | ZSRR              | Dmitrij Szostakowicz     | kompozytor              |
| 1974 | Hiszpania         | Andrés Segovia           | gitarzysta              |
| 1975 | Niemcy            | Dietrich Fischer-Dieskau | śpiewak (baryton)       |
| 1976 | Dania             | Mogens Wöldike           | dyrygent                |
| 1977 | Francja           | Olivier Messiaen         | kompozytor              |
| 1978 | Francja           | Jean-Pierre Rampal       | flecista                |
| 1979 | Wielka Brytania   | Janet Baker              | mezzosopranistka        |
| 1980 | Francja           | Marie-Claire Alain       | organistka              |
| 1981 | ZSRR              | Mstisław Rostropowicz    | wiolonczelista          |
| 1982 | Stany Zjednoczone | Isaac Stern              | skrzypek                |
| 1983 | Czechosłowacja    | Rafael Kubelík           | dyrygent                |
| 1984 | Stany Zjednoczone | Miles Davis              | kompozytor i trębacz    |
| 1985 | Francja           | Pierre Boulez            | kompozytor i dyrygent   |
| 1986 | ZSRR              | Swiatosław Richter       | pianista                |
| 1987 | Szwajcaria        | Heinz Holliger           | oboista                 |
| 1988 | Niemcy            | Peter Schreier           | śpiewak (tenor)         |
| 1989 | ZSRR              | Gidon Kremer             | skrzypek                |
| 1990 | Węgry             | György Ligeti            | kompozytor              |
| 1991 | Szwecja           | Eric Ericson             | dyrygent chóralny       |
| 1992 | Węgry             | Georg Solti              | dyrygent                |
| 1993 | Austria           | Nikolaus Harnoncourt     | dyrygent                |
| 1994 | Polska            | Krystian Zimerman        | pianista                |
| 1995 | Rosja             | Jurij Baszmiet           | altowiolista            |
| 1996 | Dania             | Per Nørgård              | kompozytor              |
| 1997 | Wielka Brytania   | András Schiff            | pianista                |
| 1998 | Niemcy            | Hildegard Behrens        | sopranistka             |
| 1999 | Rosja             | Sofija Gubajdulina       | kompozytorka            |
| 2000 | Dania             | Michala Petri            | flecistka               |
| 2001 | Niemcy            | Anne-Sophie Mutter       | skrzypaczka             |
| 2002 | Austria           | Alfred Brendel           | pianista                |
| 2003 | Węgry             | György Kurtág            | kompozytor              |
| 2004 | Stany Zjednoczone | Keith Jarrett            | pianista                |
| 2005 | Wielka Brytania   | John Eliot Gardiner      | dyrygent                |
| 2006 | Stany Zjednoczone | Yo-Yo Ma                 | wiolonczelista          |
| 2007 | Dania             | Lars Ulrik Mortensen     | dyrygent, klawesynista  |
| 2008 | Estonia           | Arvo Pärt                | kompozytor              |
| 2009 | Argentyna         | Daniel Barenboim         | dyrygent, pianista      |
| 2010 | Włochy            | Cecilia Bartoli          | mezzosopranistka        |
| 2011 | Finlandia         | Kaija Saariaho           | kompozytorka            |
| 2012 | Hiszpania         | Jordi Savall             | dyrygent                |
| 2013 | Wielka Brytania   | Simon Rattle             | dyrygent                |
| 2014 | Szwecja           | Martin Fröst             | klarnecista             |
| 2015 | Wielka Brytania   | Thomas Adès              | kompozytor i dyrygent   |
| 2016 | Szwecja           | Herbert Blomstedt        | dyrygent                |
| 2017 | Grecja            | Leonidas Kawakos         | skrzypek                |
| 2018 | Łotwa             | Mariss Jansons           | dyrygent                |
| 2019 | Dania             | Hans Abrahamsen          | kompozytor              |
| 2020 | Kanada            | Barbara Hannigan         | sopranistka, dyrygentka |
| 2021 | Korea Południowa  | Unsuk Chin               | kompozytorka            |
| 2022 | Francja           | Pierre-Laurent Aimard    | pianista                |
| 2023 | Szkocja           | Evelyn Glennie           | perkusistka             |
| 2024 | Szwajcaria        | Emmanuel Pahud           | flecista                |
| 2025 | Dania             | Den Danske Strygekvartet | kwartet smyczkowy       |